# Tour Argentina y el Mundo 2020-2021: 10 Años de Espejos
El Tour Argentina y el Mundo 2020-2021: 10 Años de Espejos es la quinta gira que realizó la banda de rock argentino Ciro y los Persas. Comenzó el 18 de enero de 2020 y terminó el 18 de diciembre de 2021, con un parate entre el 5 de marzo de 2020 y el 16 de febrero de 2021 a causa de la devastadora pandemia que mantuvo en vilo a todo el país. Se realizó para celebrar los 10 años desde que la banda lanzó su primer álbum titulado Espejos (2010). Comenzaron con un concierto en Mar del Plata, para luego continuar en Asunción, Santa María de Punilla, Neuquén y otros puntos más de nuestro país. Sin embargo, durante todo el año la gira estuvo detenida a causa de la mencionada catástrofe sanitaria. 
Volvieron a los escenarios con un triplete en Córdoba en febrero de 2021, y luego siguieron por Rosario en el mes de marzo, con cuatro fechas arrasadoras. En los meses de abril, agosto y septiembre dieron una enorme serie de conciertos en el Teatro Ópera, para luego continuar por Uruguay y España. En octubre vuelven a la Argentina, dando nuevas funciones en Rosario. En noviembre dieron un nuevo concierto en la misma provincia en la cual regresaron a los escenarios en el mes de febrero, para luego continuar por Mendoza y Buenos Aires, en esta última cerraron la gira con dos funciones en el estadio Luna Park y el Movistar Arena. 

## Gira

### 2020
Comienzan un nuevo año tocando el 18 de enero en el Estadio Polideportivo Islas Malvinas de Mar del Plata. Esta gira se realiza tras el final de los festejos por los 10 años de la banda. El último concierto de la banda en Mar del Plata tuvo lugar el 26 de enero de 2019 en el Paseo Hermitage, donde participaron del Movistar FRI Music 2019. En cambio, el último show en el Polideportivo tuvo lugar el 27 de enero de 2018, en la presentación de su disco doble Naranja persa.
El 1 de febrero vuelven a Paraguay para tocar en el Festival ReciclArte 2020 junto a varios artistas locales e internacionales. 8 días después, la banda participa en la edición número 20 del Cosquín Rock junto a artistas como Duki, Emanero, Cazzu, Celeste Carballo y otros artistas más. 5 días después, la banda hace de la partida en una nueva edición de la Fiesta de la Confluencia, y 8 días después hicieron lo suyo en la Fiesta Nacional del Lago, desarrollada en el Anfiteatro del Bosque. Dos días después participaron del Carnaval de Los Tekis, desarrollada en el Predio Ciudad Cultural. El 27 de febrero dieron su anteúltimo concierto presencial, que tuvo lugar en el Costanera Complejo Ferial, en el marco de la Fiesta Nacional del Sol.
El 4 de marzo, la banda dio su último concierto en formato presencial. Tuvo lugar en el Viñedo del Aeropuerto de Mendoza, y se desarrolló en el marco de la Fiesta de la Cosecha 2020, con una enorme orquesta sinfónica sobre el escenario. Este fue el último show antes de que se decretara el confinamiento estricto a causa de la Pandemia de Coronavirus. Por ese motivo, la gira se vio abruptamente interrumpida.
El 25 de abril tenían que brindar un concierto en el Anfiteatro Municipal Humberto de Nito, pero debió ser suspendido, reprogramándose su visita a Rosario recién para marzo del año posterior. Sin embargo, el 10 de mayo participaron de la edición virtual del Quilmes Rock, y días antes lanzaron su tema Moby Dick (Juntos), inspirado en el cuento homónimo del escritor Herman Melville.
En julio, el tecladista Nicolás Raffetta anuncia que se retira de la banda para dedicarse a otros proyectos. En su lugar, la banda recluta a Martín Löhrengel. El 8 de agosto participaron de la edición online del Cosquín Rock, que tuvo como sede el estadio Luna Park.
El 20 de noviembre, la banda edita su disco Guerras (Un viaje en el tiempo). Consta de 10 temas. 9 de ellos son de las dos épocas de Andrés Ciro Martínez. Contiene, además, el único tema nuevo. Este se titula Te encontré.
El 11 de diciembre, la banda realiza un streaming en el Teatro Ópera, siendo este el último recital virtual, dando por terminado un año catastrófico.

### 2021
Comienzan un nuevo año con un triplete en la Plaza de la Música, con fechas del 17, 18 y 19 de febrero. Marcó el regreso de la banda a escena tras el largo confinamiento por la Pandemia de Coronavirus. Allí se hizo la presentación formal de Martín Löhrengel, que entró a la banda en lugar de Nicolás Raffetta. Además se estrenó de manera oficial su tema Te encontré, lanzado en su disco acústico.
Los días 6, 7, 9 y 10 de marzo, la banda regresó a Rosario después de dos años para dar los primeros 4 conciertos en el Anfiteatro Municipal Humberto de Nito, en formato de teatro y a modo burbuja. Tenían pactado tocar el 25 de abril de 2020, pero tuvo que ser suspendido por la mencionada catástrofe sanitaria.
Durante los meses de abril (7, 8, 10, 11, 13 y 14), agosto (27 y 28) y septiembre (1, 2, 8 y 9), la banda realiza una enorme serie de conciertos en el Teatro Ópera, batiendo un récord demoledor en sus ya 12 años de carrera. Allí, la banda interpretó la canción Me matan Limón, de Los Redondos. Además, homenajearon a Charlie Watts, histórico baterista de la legendaria banda británica The Rolling Stones, proyectando su imagen en las pantallas del teatro. El día 11 de septiembre, después de un año y 9 meses, la banda regresó a Uruguay para tocar en el Antel Arena. Luego regresaron a España para tocar en Barcelona (16 de septiembre), Madrid (17 de septiembre), Fuengirola (18 de septiembre), Mallorca (24 de septiembre) y Valencia (25 de septiembre). Las sedes elegidas fueron el Sant Jordi Club, la Sala La Riviera, el Marenostrum Music Castle Park, la Sala Es Gremi y la Sala Madison. El tercer concierto consistió en la participación de la banda en el Cosquín Rock España 2021.
Los días 23, 24, 26 y 27 de octubre, la banda regresó a la Argentina para dar otras cuatro nuevas funciones en el Anfiteatro Municipal Humberto de Nito, llegando ya a un total de 8 fechas realizadas en este recinto (4 en marzo y 4 en octubre).
El 5 de noviembre dieron un único concierto en la Plaza de la Música, donde ya habían tocado en el mes de febrero en su regreso a los escenarios. Los días 19 y 20 de noviembre, la banda dio un doblete en el Arena Maipú, donde tocaron en 2018 para presentar la segunda parte de su disco doble.
Los días 3 y 4 de diciembre, después de dos años, la banda regresó al estadio Luna Park, en dos noches ya a lleno total. La última vez de la banda en este estadio tuvo lugar los días 20 y 21 de diciembre de 2019, en el marco del cierre de la gira por los 10 años de la banda. El 18 de diciembre, la gira tuvo su broche de oro, con un concierto en el Movistar Arena. El concierto marcó el regreso de Andrés Ciro Martínez al barrio porteño de Villa Crespo tras 20 años. La última vez que el cantante tocó en esa ciudad capitalina tuvo lugar el 20 de octubre de 2001, cuando Los Piojos dieron su único recital de los dos que tenía previsto en el estadio de Atlanta. Así se cierra la gira.

## Conciertos
| Fecha                    | Ciudad                 | País      | Recinto                               |
| ------------------------ | ---------------------- | --------- | ------------------------------------- |
| América del Sur          |                        |           |                                       |
| 18 de enero de 2020      | Mar del Plata          | Argentina | Estadio Polideportivo Islas Malvinas  |
| 1 de febrero de 2020     | Asunción               | Paraguay  | Anfiteatro José Asunción Flores       |
| 9 de febrero de 2020     | Santa María de Punilla | Argentina | Aeródromo Municipal                   |
| 14 de febrero de 2020    | Neuquén                | Argentina | Paseo de la Costa                     |
| 22 de febrero de 2020    | El Calafate            | Argentina | Anfiteatro del Bosque                 |
| 24 de febrero de 2020    | Jujuy                  | Argentina | Predio Ciudad Cultural                |
| 27 de febrero de 2020    | San Juan               | Argentina | Costanera Complejo Ferial             |
| 4 de marzo de 2020       | Las Heras              | Argentina | Viñedos del Aeropuerto                |
| 17 de febrero de 2021    | Córdoba                | Argentina | Plaza de la Música                    |
| 18 de febrero de 2021    | Córdoba                | Argentina | Plaza de la Música                    |
| 19 de febrero de 2021    | Córdoba                | Argentina | Plaza de la Música                    |
| 6 de marzo de 2021       | Rosario                | Argentina | Anfiteatro Municipal Humberto de Nito |
| 7 de marzo de 2021       | Rosario                | Argentina | Anfiteatro Municipal Humberto de Nito |
| 9 de marzo de 2021       | Rosario                | Argentina | Anfiteatro Municipal Humberto de Nito |
| 10 de marzo de 2021      | Rosario                | Argentina | Anfiteatro Municipal Humberto de Nito |
| 7 de abril de 2021       | Buenos Aires           | Argentina | Teatro Ópera                          |
| 8 de abril de 2021       | Buenos Aires           | Argentina | Teatro Ópera                          |
| 10 de abril de 2021      | Buenos Aires           | Argentina | Teatro Ópera                          |
| 11 de abril de 2021      | Buenos Aires           | Argentina | Teatro Ópera                          |
| 13 de abril de 2021      | Buenos Aires           | Argentina | Teatro Ópera                          |
| 14 de abril de 2021      | Buenos Aires           | Argentina | Teatro Ópera                          |
| 27 de agosto de 2021     | Buenos Aires           | Argentina | Teatro Ópera                          |
| 28 de agosto de 2021     | Buenos Aires           | Argentina | Teatro Ópera                          |
| 1 de septiembre de 2021  | Buenos Aires           | Argentina | Teatro Ópera                          |
| 2 de septiembre de 2021  | Buenos Aires           | Argentina | Teatro Ópera                          |
| 8 de septiembre de 2021  | Buenos Aires           | Argentina | Teatro Ópera                          |
| 9 de septiembre de 2021  | Buenos Aires           | Argentina | Teatro Ópera                          |
| 11 de septiembre de 2021 | Montevideo             | Uruguay   | Antel Arena                           |
| Europa                   |                        |           |                                       |
| 16 de septiembre de 2021 | Barcelona              | España    | Sant Jordi Club                       |
| 17 de septiembre de 2021 | Madrid                 | España    | Sala La Riviera                       |
| 18 de septiembre de 2021 | Fuengirola             | España    | Marenostrum Music Castle Park         |
| 24 de septiembre de 2021 | Mallorca               | España    | Sala Es Gremi                         |
| 25 de septiembre de 2021 | Valencia               | España    | Sala Madison                          |
| América del Sur          |                        |           |                                       |
| 23 de octubre de 2021    | Rosario                | Argentina | Anfiteatro Municipal Humberto de Nito |
| 24 de octubre de 2021    | Rosario                | Argentina | Anfiteatro Municipal Humberto de Nito |
| 26 de octubre de 2021    | Rosario                | Argentina | Anfiteatro Municipal Humberto de Nito |
| 27 de octubre de 2021    | Rosario                | Argentina | Anfiteatro Municipal Humberto de Nito |
| 5 de noviembre de 2021   | Córdoba                | Argentina | Plaza de la Música                    |
| 19 de noviembre de 2021  | Mendoza                | Argentina | Arena Maipú                           |
| 20 de noviembre de 2021  | Mendoza                | Argentina | Arena Maipú                           |
| 3 de diciembre de 2021   | Buenos Aires           | Argentina | Estadio Luna Park                     |
| 4 de diciembre de 2021   | Buenos Aires           | Argentina | Estadio Luna Park                     |
| 18 de diciembre de 2021  | Buenos Aires           | Argentina | Movistar Arena                        |

## Formación durante la primera parte de la gira
- Andrés Ciro Martínez - Voz y armónica
- Juan Manuel Gigena Ábalos - Guitarra líder
- Rodrigo Pérez - Guitarra rítmica
- Nicolás Raffetta - Teclados
- João Marcos César Bastos - Bajo
- Julián Isod - Batería

## Formación durante el resto de la gira
- Andrés Ciro Martínez - Voz y armónica
- Juan Manuel Gigena Ábalos - Guitarra líder
- Rodrigo Pérez - Guitarra rítmica
- Martín Löhrengel - Teclados
- João Marcos César Bastos - Bajo
- Julián Isod - Batería